# Clara Corral
Clara Corral Aller (Orense, 8 de junio de 1847 - La Coruña, 9 de febrero de 1908) fue una poetisa española.  

## Trayectoria

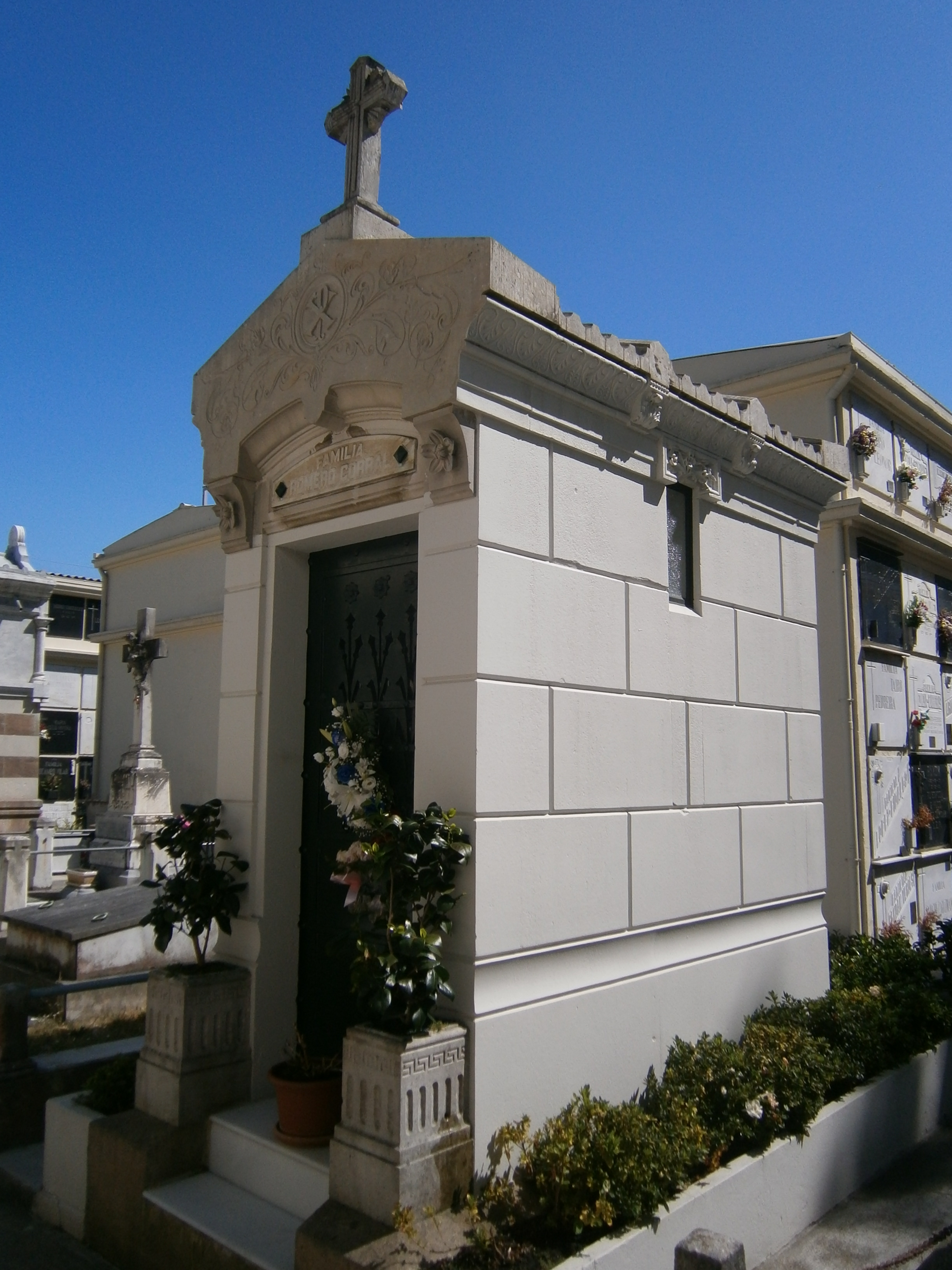
Tumba de Clara Corral en el Cementerio de San Amaro.

Hija de Dimas Corral Rebellón, médico y filósofo, y Clara Aller Presas. En 1852 se trasladó con su familia a Lugo. Huérfana de padre y madre, se mudó con sus hermanas Consuelo y Rita a Santiago de Compostela en 1868 y se dedicó a su labor literaria. Se conservan sus poemas aparecidos en la prensa de la época: El Diario de Santiago, Revista Compostelana de Instrucción y Recreo y La Ilustración Gallega y Asturiana. En 1884 se trasladó a vivir a La Coruña con su hermano y su cuñada. En 1891 publicó A Herminia, dedicado a su sobrina huérfana, hija de su hermana Rita que fue, igual que ella, miembro correspondiente de la Real Academia Gallega, creada en 1906.
En 1980 se publicaron Poesías en gallego y castellano. 1847-1908, en edición de Dimas Romero Vázquez.
En Orense, su ciudad natal, hay una calle con su nombre y apellidos a su honor.
En el año 2008 se cumplió el centenario de la muerte de Clara.

## Obra
Clara Corral escribió en lengua gallega y lengua castellana:
- “Á una flor”, en Almanaque de Galicia para uso de la juventud elegante y de buen tono, Lugo, Soto y Freire. 1866[7]
- “Armonías”, en El Diario de Santiago, Santiago de Compostela. 1872-73
- “Mi ideal”, en El Diario de Santiago, Santiago de Compostela.
- “Prismas”, en El Diario de Santiago, Santiago de Compostela. 1872-73
- “Una tempestad”, en El Diario de Santiago, Santiago de Compostela. 1872-73
- “Vendrá”, en El Diario de Santiago, Santiago de Compostela. 1872-73
- “Una lágrima”, en La Revista Compostelana, Santiago de Compostela. 1876
- “Lonxe vai miña alegría”, en La Ilustración Gallega y Asturiana, Madrid. 1879[7]
- “O ben na terra”, en La Ilustración Gallega y Asturiana, Madrid. 1879[7]
- “O día de San Antón”, en La Ilustración Gallega y Asturiana, Madrid. 1879[7]
- ”A Herminia”, Pontevedra. 1891[5]
- ”Poesías en gallego y asturiano”, editor Dimas Romero Vázquez. 1980